# Leucopteryx ansorgei
Leucopteryx ansorgei är en fjärilsart som beskrevs av Rothschild 1897. Leucopteryx ansorgei ingår i släktet Leucopteryx och familjen påfågelsspinnare. Inga underarter finns listade i Catalogue of Life.